# Windows Embedded Automotive
A Windows Embedded Automotive (korábban Microsoft Auto, Windows CE for Automotive, Windows Automotive és Windows Mobile for Automotive) a Microsoft Windows CE termékcsaládjának járművek fedélzeti számítógépeire szánt verziója, amelyet az 1995 augusztusában alapított Microsoft Automotive Business Unit fejlesztett.

## Története
A Microsoft és a Clarion által fejlesztett, 1998 decemberében megjelent AutoPC a Ford Sync, Kia Uvo és Blue&Me szoftvereket is tartalmazta. Az 1998 januárjában bejelentett rendszer a Windows CE 2.0-n alapul.
2000. október 16-án bejelentették, hogy a rendszer új verziója a Windows CE for Automotive nevet fogja viselni, és új előtelepített alkalmazásokat (például Microsoft Mobile Explorer) is tartalmazni fog. 2002. október 21-én a név Windows Automotive-ra változott; ez a verzió már támogatta a .NET Compact Frameworköt. A Windows Automotive 4.2 2003. június 1-jén, az 5.0 pedig 2005. augusztus 8-án jelent meg.
A Ford Sync megjelenésekor a nevet Microsoft Autora változtatták.
2010. október 19-én a 7-es verzió bejelentésével a rendszert Windows Embedded Automotive-ra nevezték át; a verzió 2011. március 1-jén jelent meg.
2014 decemberében a Ford közölte, hogy járművein a Microsoft Autót a BlackBerry Limited QNX rendszere fogja váltani.

## Fordítás
- Ez a szócikk részben vagy egészben  a   Windows Embedded Automotive című angol Wikipédia-szócikk ezen változatának fordításán alapul.  Az eredeti cikk szerkesztőit annak laptörténete sorolja fel. Ez a jelzés csupán a megfogalmazás eredetét és a szerzői jogokat jelzi, nem szolgál a cikkben szereplő információk forrásmegjelöléseként.